# Gare d'Iejigawa
La gare d'Iejigawa  (家地川駅, Iejigawa-eki) est une gare ferroviaire localisée dans le bourg de Shimanto, dans la préfecture de Kōchi au Japon. La gare est exploitée par la JR Shikoku, sur la ligne Yodo.

## Situation ferroviaire
Établie à 209 mètres d'altitude, la gare d'Iejigawa est située au point kilométrique (PK) 5.8 de la ligne Yodo.

## Histoire
- 1er mars 1974 : Ouverture de la gare par la Japanese National Railways
- 1er avril 1987 : La Japanese National Railways est découpée en plusieurs sociétés, la JR Shikoku reprend l'organisation de cette gare

## Service des voyageurs

### Ligne ferroviaire
- JR Shikoku :
  - Ligne Yodo G28

### Quai
- Cette gare dispose d'un quai et d'une voie.

| N° de voie | Ligne  | Direction    |
| ---------- | ------ | ------------ |
| 1          | ▆ Yodo | Wakai        |
| 1          | ▆ Yodo | Kita-Uwajima |